# Волховский фронт

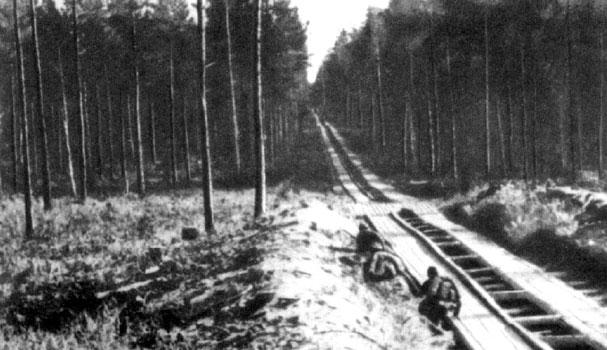
Колейный участок Фронтовой военно-автомобильной дороги Волховского фронта, через лесисто-болотистую местность, у Ладожского озера.

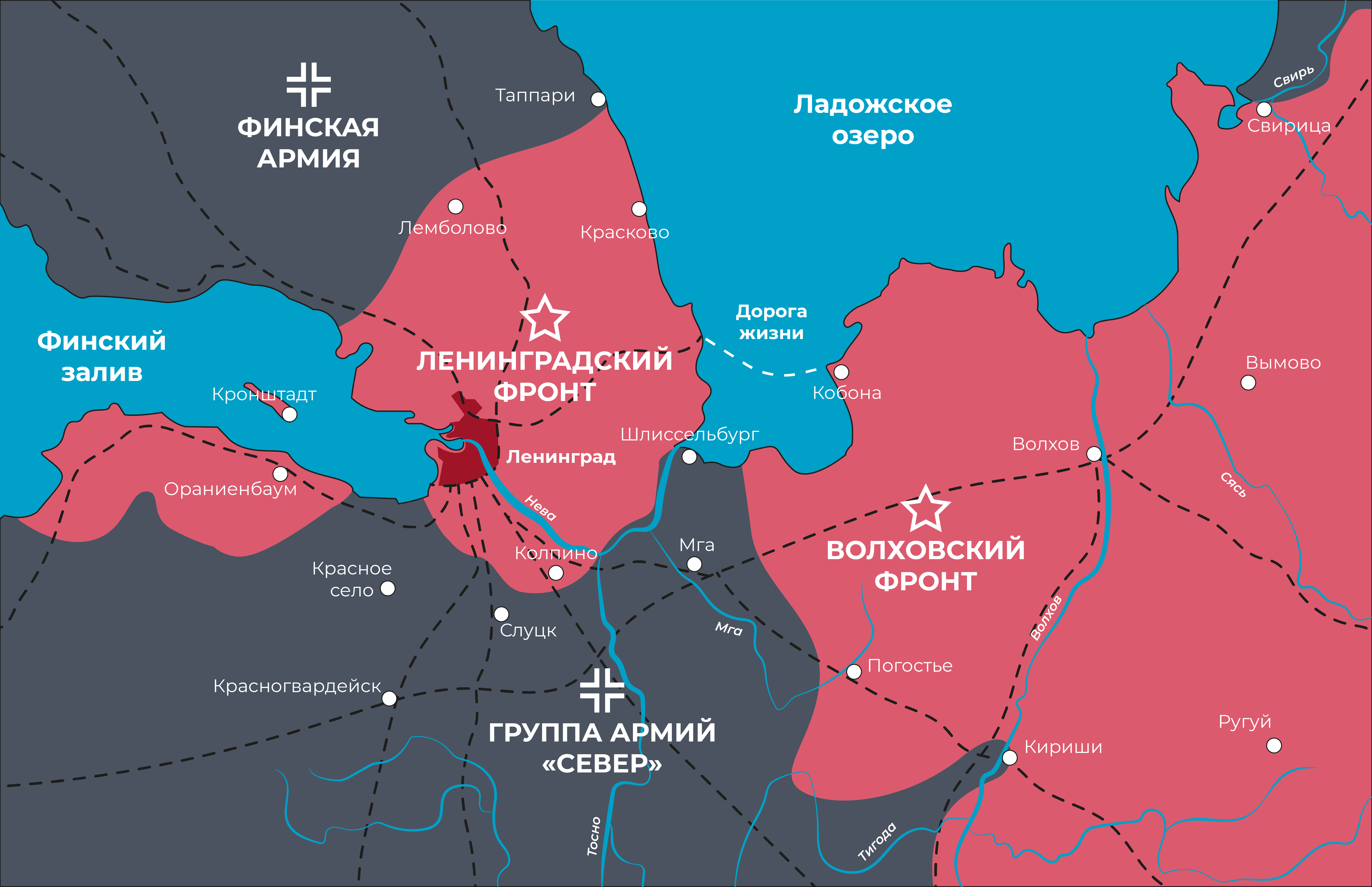
Положение Волховского (справа) и Ленинградского фронтов в период мая 1942 года по январь 1943 года.

Волховский фронт (периоды существования: 17 декабря 1941 — 23 апреля 1942 и 8 июня 1942 — 15 февраля 1944) — общевойсковое оперативное формирование (объединение) РККА, один из фронтов Великой Отечественной войны.

## Формирования и расформирования
Создан по директиве Ставки ВГК с 17 декабря 1941 года за счёт сил левого крыла Ленинградского фронта и резервов Ставки ВГК в ходе обороны городов Волхова и Тихвина Ленинградской области.
23 апреля 1942 года фронт расформирован и преобразован в «Волховскую группу войск» («Группа войск Волховского направления») Ленинградского фронта.
Из воспоминаний генерала М. С. Хозина:

21 апреля 1942 года меня пригласили в Ставку. Причиной вызова явилось то, что я неоднократно в разговорах по прямому проводу с ответственными лицами Ставки высказывал претензии по поводу того, что операция по снятию блокады с Ленинграда между Ленинградским и Волховским фронтами идет несогласованно, разрозненно, что противник, пользуясь этим, легко парирует наши удары. Я просил, чтобы Ставка более централизованно руководила Ленинградским и Волховским фронтами, направляя их усилия на решение главной задачи, и не только организовывала взаимодействие между фронтами, но и своевременно питала фронты людскими и материальными ресурсами.

В итоге моего доклада в присутствии Б. М. Шапошникова, А. М. Василевского и некоторых членов ГКО И. В. Сталин предложил в целях лучшего взаимодействия войск объединить Ленинградский и Волховский фронты в единый фронт. Такое предложение явилось неожиданным не только для меня, но, как я понял, и для других присутствовавших. Дело прошлое, но мне представляется, что в первый момент никто из нас глубоко не мог продумать, насколько оно было приемлемо. Впоследствии жизнь показала нецелесообразность этого решения. Но тогда ни я, ни кто другой не возразили, да и вообще в то время при колоссальном авторитете, которым пользовался Сталин, вряд ли кто мог возразить. В тот же день поздно ночью была подписана директива, в которой Ставка Верховного Главнокомандования приказывала:

1. С 24 часов 23 апреля 1942 года объединить Ленинградский и Волховский фронты в единый — Ленинградский фронт в составе двух групп:

а) группы войск ленинградского направления (23-я, 42-я, 55-я армии, Приморская и Невская группа войск);

б) группы войск волховского направления (8-я, 54-я, 4-я, 2-я ударная, 59-я и 52-я армии, 4-й и 6-й гвардейские корпуса и 13-й кавалерийский корпус).

2. Командующим Ленинградским фронтом назначить генерал-лейтенанта Хозина, возложить на него и командование группой войск волховского направления.

Одновременно мне устно было приказано разработать план вывода 2-й ударной армии из мешка, в котором она в это время оказалась.

Довольно скоро нам пришлось убедиться, что в результате объединения фронтов дело не только не улучшилось, а, наоборот, ухудшилось.
8 июня 1942 года Волховский фронт образован вновь.

8 июня Ставка наконец-то поняла ошибочность упразднения Волховского фронта. Волховский фронт был восстановлен, командовать им вновь стал К. А. Мерецков. Сталин приказал ему и А. М. Василевскому вывести 2-ю ударную армию хотя бы без тяжелого вооружения и техники.
Окончательно упразднён с 15 февраля 1944 года.

## 1941—1944
Войска Волховского фронта на протяжении битвы за Ленинград в 1941—1944 годах вместе с войсками Ленинградского фронта противостояли 16-й (декабрь 1941 — январь 1942 г.), 18-й немецкой армии (январь 1942 — февраль 1944 г.) и 11-й (сентябрь—октябрь 1942 г.) немецким армиям Группы армий «Север». В апреле 1942 года штаб Волховского фронта располагался в Малой Вишере. В январе 1943 года войска фронта сыграли важнейшую роль в прорыве блокады Ленинграда, а в 1944 году — в полном освобождении города от вражеской блокады.

## «Волховский фронт» первого формирования (17 декабря 1941 — 23 апреля 1942)
- Руководящий состав 
  - Командующий войсками: генерал армии К. А. Мерецков
  - Член Военного совета: армейский комиссар I ранга А. И. Запорожец
  - Начальник штаба: комбриг, с 28.12.1941 г. генерал-майор Г. Д. Стельмах
  - Начальник политического управления: Дивизионный комиссар П. И. Горохов
  - Заместитель командующего: генерал-лейтенант А. А. Власов (с 20.04.1942 — одновременно командующий 2-й ударной армии)
  - Начальник артиллерии фронта: генерал-майор артиллерии В. Э. Таранович.

| - 2-я ударная армия: генерал-лейтенант Г. Г. Соколов - 327-я стрелковая дивизия: полковник И. М. Антюфеев - 1098-й стрелковый полк - 1100-й стрелковый полк - 1102-й стрелковый полк - 894-й артиллерийский полк - 22-я стрелковая бригада - 23-я стрелковая бригада: - 48-й, 50-й, 95-й стрелковые батальоны - 1 противотанковый артиллерийский дивизион (12 57-мм орудий) - 1 артиллерийский дивизион (4 76-мм гаубицы М1927, 8 76-мм пушек М19) - 1 миномётный батальон (24 50-мм, 12 82-мм миномётов) - 1 миномётный батальон (8 120-мм миномётов) - 1 пулемётная рота - 1 сапёрная (инженерно-сапёрная) рота - 1 разведывательная рота - 1 взвод противотанковых ружей - роты медицинского и моторизованного снабжения - бригадный отряд связи - 1 стрелковый взвод НКВД и взвод охраны НКВД бригады - 24-я стрелковая бригада - 25-я стрелковая бригада - 53-я стрелковая бригада - 57-я стрелковая бригада - 58-я стрелковая бригада - 59-я стрелковая бригада - 39-й отдельный лыжный батальон - 40-й отдельный лыжный батальон - 41-й отдельный лыжный батальон - 42-й отдельный лыжный батальон - 43-й отдельный лыжный батальон - 44-й отдельный лыжный батальон - 18-й артиллерийский полк - 839-й гаубичный артиллерийский полк - 160-й отдельный танковый батальон - 162-й отдельный танковый батальон - 121-й бомбардировочный авиационный полк - 522-й истребительный авиационный полк - 704-й легкий бомбардировочный авиационный полк - 1741-й отдельный сапёрный батальон - 1746-й отдельный сапёрный батальон - 4-я армия: генерал-майор П. А. Иванов - 4-я гвардейская стрелковая дивизия: генерал-майор А. И. Андреев - 3-й гвардейский стрелковый полк - 8-й гвардейский стрелковый полк - 11-й гвардейский стрелковый полк - 23-й гвардейский артиллерийский полк - 9-й гвардейский противотанковый батальон - 14-й гвардейский сапёрный батальон - 7-й гвардейский разведывательный батальон - 17-я гвардейская зенитная батарея - 5-й гвардейский батальон связи - 44-я стрелковая дивизия: полковник П. А. Артюшенко - 25-й стрелковый полк - 146-й стрелковый полк - 305-й стрелковый полк - 122-й артиллерийский полк - 65-я стрелковая дивизия: полковник П. К. Кошевой - 450-й стрелковый полк - 941-й стрелковый полк - 951-й стрелковый полк - 798-й артиллерийский полк - 224-й противотанковый батальон - 92-я стрелковая дивизия: полковник А. Н. Ларичев - 191-я стрелковая дивизия - 310-я стрелковая дивизия - 1080-й стрелковый полк - 1082-й стрелковый полк - 1084-й стрелковый полк - 860-й артиллерийский полк - 377-я стрелковая дивизия - 1247-й стрелковый полк - 1249-й стрелковый полк - 1251-й стрелковый полк - 933-й артиллерийский полк - 421-й медицинский батальон - 1-я гренадерская бригада - 27-я кавалерийская дивизия: Майор Г. Т. Тимофеев - 101-й кавалерийский полк - 106-й кавалерийский полк - 109-й кавалерийский полк - 80-я кавалерийская дивизия: полковник Л. А. Сланов - 200-й кавалерийский полк - 205-й кавалерийский полк - 210-й кавалерийский полк - 84-й отдельный лыжный батальон - 85-й отдельный лыжный батальон - 86-й отдельный лыжный батальон - 88-й отдельный лыжный батальон - 89-й отдельный лыжный батальон - 90-й отдельный лыжный батальон - 881-й артиллерийский полк - 6-й гвардейский миномётный батальон - 9-й гвардейский миномётный батальон - 46-я танковая бригада: генерал-майор В. А. Коптосов - 119-й отдельный танковый батальон - 120-й отдельный танковый батальон - 128-й отдельный танковый батальон - 3-я резервная авиационная группа - 160-й истребительный авиационный полк - 185-й истребительный авиационный полк - 239-й истребительный авиационный полк - 218-й штурмовой авиационный полк - 225-й бомбардировочный авиационный полк - 159-й понтонно-мостовой батальон - 248-й отдельный сапёрный батальон | - 52-я армия: генерал-лейтенант Н. К. Клыков - 46-я стрелковая дивизия: генерал-лейтенант А. К. Окулич - 176-й стрелковый полк - 314-й стрелковый полк - 340-й стрелковый полк - 93-й артиллерийский полк - 49-я разведывательная рота - 111-я стрелковая дивизия: полковник С. В. Рогинский - 225-я стрелковая дивизия: полковник К. И. Ю. Андреев - 299-й стрелковый полк - 1347-й стрелковый полк - 1349-й стрелковый полк - 1009-й артиллерийский полк - 259-я стрелковая дивизия: полковник А. В. Андреев - 939-й стрелковый полк - 944-й стрелковый полк - 949-й стрелковый полк - 801-й артиллерийский полк - 267-я стрелковая дивизия: Кромбриг. Я. Д. Зеленков - 844-й стрелковый полк - 846-й стрелковый полк - 848-й стрелковый полк - 845-й артиллерийский полк - 288-я стрелковая дивизия: полковник И. М. Платов - 1012-й стрелковый полк - 1014-й стрелковый полк - 1016-й стрелковый полк - 834-й артиллерийский полк - 305-я стрелковая дивизия: полковник Д. И. Барабанщиков - 1000-й стрелковый полк - 1002-й стрелковый полк - 1004-й стрелковый полк - 830-й артиллерийский полк - 358-й противотанковый батальон - 25-я кавалерийская дивизия: генерал-майор Н. И. Гусев - 98-й кавалерийский полк - 100-й кавалерийский полк - 104-й кавалерийский полк - 442-й артиллерийский полк - 448-й артиллерийский полк - 561-й артиллерийский полк - 884-й противотанковый артиллерийский полк - 44-й гвардейский миномётный батальон - 2-й гвардейский истребительный авиационный полк - 513-й истребительный авиационный полк - 313-й штурмовой авиационный полк - 673-й легкобомбардировочный авиационный полк - 3-й отдельный инженерно-сапёрный батальон - 4-й отдельный инженерный батальон - 770-й отдельный инженерный батальон - 771-й отдельный инженерный батальон - 55-й понтонно-мостовой батальон - 59-я армия: генерал-майор И. В. Галанин - 366-я стрелковая дивизия: полковник С. И. Буланов - 1218-й стрелковый полк - 1220-й стрелковый полк - 1222-й стрелковый полк - 938-й артиллерийский полк - 372-я стрелковая дивизия: полковник Н. П. Коркин - 1236-й стрелковый полк - 1238-й стрелковый полк - 1240-й стрелковый полк - 941-й артиллерийский полк - 374-я стрелковая дивизия: полковник А. Д. Витошкин - 376-я стрелковая дивизия: подполковник Д. И. Угорич - 378-я стрелковая дивизия: полковник И. П. Дорофеев - 382-я стрелковая дивизия: полковник Г. П. Сокуров - 45-й отдельный лыжный батальон - 46-й отдельный лыжный батальон - 47-й отдельный лыжный батальон - 48-й отдельный лыжный батальон - 49-й отдельный лыжный батальон - 50-й отдельный лыжный батальон - 104-й отдельный гвардейский миномётный батальон - 105-й отдельный гвардейский миномётный батальон - 203-й отдельный гвардейский миномётный батальон - 163-й отдельный танковый батальон - 166-й отдельный танковый батальон - Фронтовое подчинение: - 87-я кавалерийская дивизия: полковник В. Ф. Трантин - 137-й гаубичный артиллерийский полк большой мощности - 430-й гаубичный артиллерийский полк большой мощности - 216-й отдельный зенитно-артиллерийский дивизион - 2-я резервная авиационная группа - 138-й бомбардировочный авиационный полк - 283-й истребительный авиационный полк - 434-й истребительный авиационный полк - 515-й истребительный авиационный полк - 504-й штурмовой авиационный полк - 520-й истребительный авиационный полк - 539-й отдельный моторизованный инженерно-сапёрный батальон |

## Волховская группа войскЛенинградского фронта(23 апреля — 8 июня 1942)
- Руководящий состав
  - Командующий войсками: Генерал-лейтенант М. С. Хозин[6]
  - Член Военного совета: Армейский комиссар I ранга А. И. Запорожец
  - Начальник штаба: Генерал-майор Г. Д. Стельмах
  - Начальник политического управления: Дивизионный комиссар П. И. Горохов (23.4—12.5.1942); дивизионный комиссар И. В. Шикин (12—19.5.1942) [Одновременно являлся начальником политуправления Ленинградского фронта]

## Волховский фронтвторого формирования (8 июня 1942 — 15 февраля 1944)
- Руководящий состав
  - Командующий войсками: Генерал армии К. А. Мерецков
  - Член Военного совета: Армейский комиссар I ранга, 8.10.1942 г. корпусной комиссар А. И. Запорожец (9.6—8.10.1942); корпусный комиссар, с 6.12.1942 г. генерал-лейтенант Л. 3. Мехлис (8.10.1942—17.4.1943); генерал-майор, с 24.8.1943 г. генерал-лейтенант Т. Ф. Штыков (17.4.1943—15.2.1944)
  - Начальник штаба: Генерал-майор Г. Д. Стельмах (9.6—5.10.1942); генерал-лейтенант М. Н. Шарохин (5.10.1942—25.6.1943); генерал-майор, с 26.9.1943 г. генерал-лейтенант Ф. П. Озеров (25.6.1943—15.2.1944)
  - Начальник политического управления: Бригадный комиссар, с 6.12.1942 г. генерал-майор К. Ф. Калашников (20.6.1942—15.2.1944)[7]
  - Начальники артиллерии фронта: Генерал-лейтенант артиллерии Т. А. Бессчастнов (июнь—октябрь 1942); генерал-лейтенант артиллерии Г. Е. Дегтярёв (октябрь 1942 —1944)[8].
- Состав фронта по состоянию на 1 января 1943 года
  - 2-я ударная армия
  - 4-я армия
  - 8-я армия
  - 52-я армия
  - 54-я армия
  - 59-я армия
  - 14-я воздушная армия
  - Части непосредственного подчинения фронту
- Состав фронта по состоянию на 1 января 1944 года 
  - 8-я армия
  - 54-я армия
  - 59-я армия
  - 14-я воздушная армия
  - Части непосредственного подчинения фронту

## Основные операцииВолховского фронта
- Тихвинская стратегическая наступательная операция
- Любанская операция
- Операция по выводу из окружения 2-й ударной армии
- Синявинская операция (1942)
- Операция «Искра»
- Операция «Полярная Звезда»
- Мгинская наступательная операция
- Ленинградско-Новгородская операция
- Новгородско-Лужская наступательная операция

## Фотогалерея

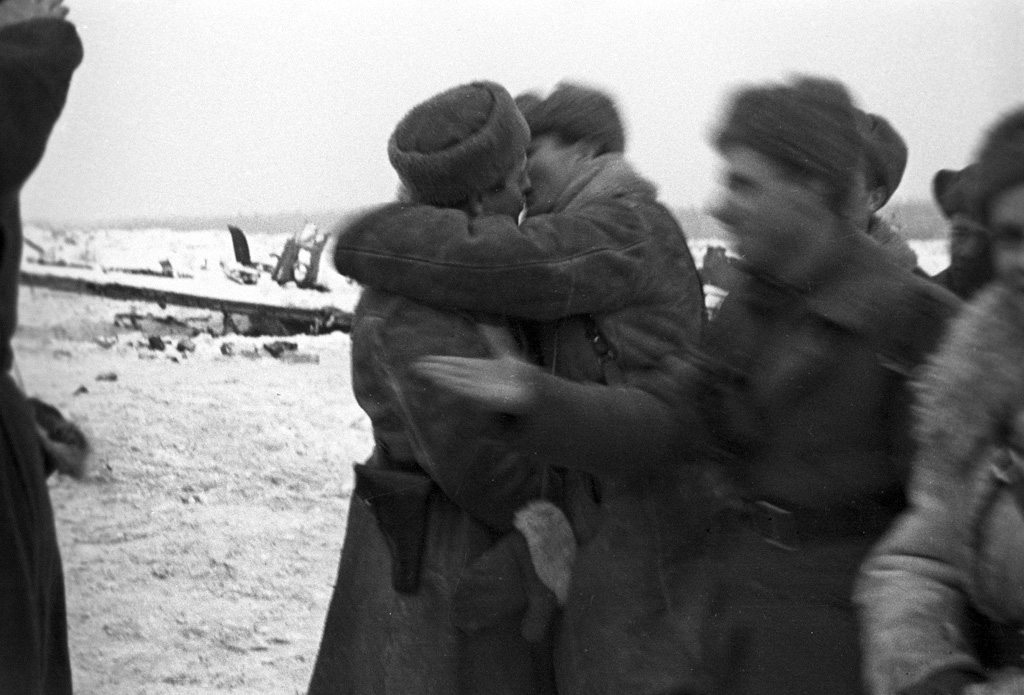
Встреча воинов 2-й ударной и 67-й армий, 18 января 1943 года, фотография Дмитрия Козлова.
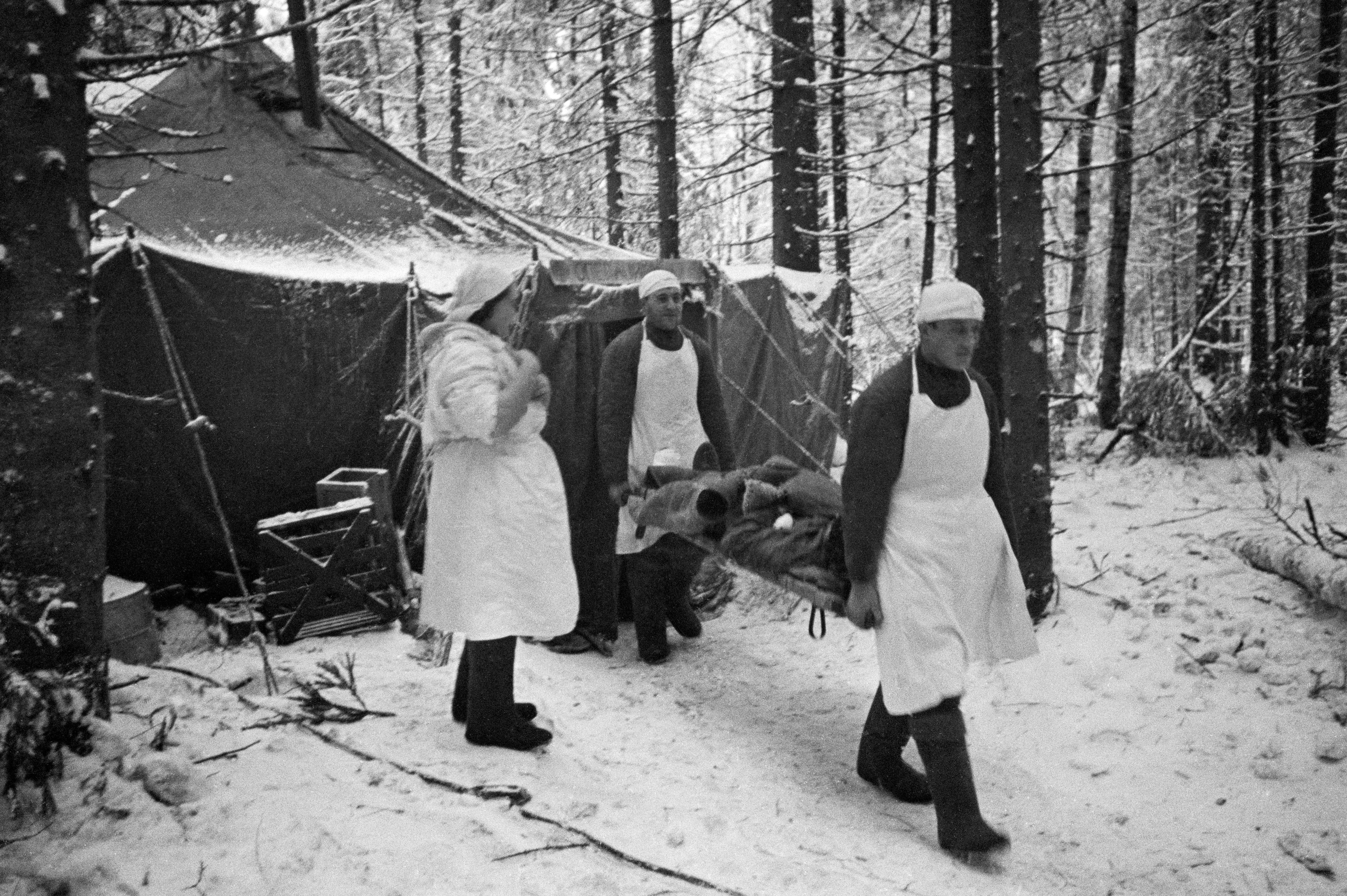
Полевой госпиталь, Волховский фронт, январь 1943 года, фотография Анатолия Гаранина.

## Документы
- Директива Ставки ВГК № 005581 от 11.12.1941 г. об образовании Волховского фронта
- Директива Ставки ВГК № 170696 от 2.12.1942 г. об утверждении плана операции «Искра»
- Директива Ставки ВГК № 220023 от 13.02.1944 г. об упразднении Волховского фронта